# Alochronie
Pojmu alochronie je využíváno v ekologii k popisu situace, kdy se dvě biologické entity (typicky druhy) vyskytují ve stejné oblasti, a jsou tedy sympatrické, ale nikdy či jenom velmi zřídka jsou aktivní současně. Nejčastější časové měřítko, v němž lze tento jev pozorovat, je sezónní, přičemž větší důraz klademe na situaci, kdy se dva taxony střídají ve využití společného zdroje, o nějž by jinak byli v kompetici (například může jít o společnou hostitelskou rostlinu nebo o konzumaci stejného druhu kořisti).
Alochronie je jedním z mála ekologických jevů, které přinášejí jasnou podporu modelům a teoriím sympatrické speciace, tedy myšlenky, že se blízce příbuzné linie mohou diferencovat do nezávislých genofondů, i když sdílejí společné prostředí, a to jednoduše na základě změn v životním cyklu. V případě alochronie vedou tyto změny k diferenciaci částí ancestrální populace v čase. 
Jako příklad sympatrické speciace na základě alochronního využití prostředí můžeme uvést případ subtropického mořského ptáka buřňáčka madagaskarského (Oceanodroma castro), jehož sympatrické populace hnízdící na atlantických souostrovích v různých obdobích geneticky divergují, přičemž v některých případech zcela ustává výměna genetické informace. 